# Gran Consiglio (Basilea Città)
Il Gran Consiglio del Canton Basilea Città (in lingua tedesca Grosser Rat von Basel-Stadt) è il parlamento cantonale del Canton Basilea Città. Esso rappresenta i cittadini del cantone e svolge le funzioni legislative di competenza cantonale.

## Elezione
L'elezione del Gran Consiglio avviene ogni quattro anni, in contemporanea con quella del Consiglio di Stato. Come altre legislature in Svizzera, le elezioni usano la rappresentanza proporzionale. 
Per quest’ultime, sono stati stabiliti cinque collegi elettorali, in cui le comunità di Riehen e Bettingen formano ciascuna un collegio elettorale, mentre la città di Basilea è divisa in tre collegi elettorali: l'area a nord del fiume Reno è “Kleinbasel”, mentre il restante “Grossbasel” è arbitrariamente diviso in Grossbasel Orientale e Grossbasel Occidentale. 
| Circoscrizione elettorale | Seggi spettanti |
| ------------------------- | --------------- |
| Grossbasel Orientale      | 27              |
| Grossbasel Occidentale    | 34              |
| Kleinbasel                | 27              |
| Riehen                    | 11              |
| Bettingen                 | 1               |